# Aspilus angustatus
Aspilus angustatus är en skalbaggsart som beskrevs av John Obadiah Westwood 1874. Aspilus angustatus ingår i släktet Aspilus och familjen Cetoniidae. Inga underarter finns listade.